# Unione Sportiva Carrarese "Pietrino Binelli" 1954-1955
Questa voce raccoglie le informazioni riguardanti l'Unione Sportiva Carrarese "Pietrino Binelli" nelle competizioni ufficiali della stagione 1954-1955.

## Rosa
| N. |                   | Ruolo | Calciatore         |
| -- | ----------------- | ----- | ------------------ |
|    | Italia (bandiera) | C     | Valeriano Balloni  |
|    | Italia (bandiera) | D     | Bruno Barberi      |
|    | Italia (bandiera) | A     | Luigi Benetti      |
|    | Italia (bandiera) | D     | Romolo Bizzotto    |
|    | Italia (bandiera) | A     | Renato Brighenti   |
|    | Italia (bandiera) | D     | Mario Caciagli     |
|    | Italia (bandiera) | C     | Gino Corradini     |
|    | Italia (bandiera) | A     | Mario Dell'Amico   |
|    | Italia (bandiera) | C     | Mario Francalancia |
|    | Italia (bandiera) | A     | Galileo Gagliardi  |
|    | Italia (bandiera) | P     | Luigi Griffanti    |

| N. |                   | Ruolo | Calciatore           |
| -- | ----------------- | ----- | -------------------- |
|    | Italia (bandiera) | A     | Franco Grillone      |
|    | Italia (bandiera) | D     | Ferdinando Maggiani  |
|    | Italia (bandiera) | C     | Giovanni Massagrande |
|    | Italia (bandiera) | A     | Giovanni Migliorini  |
|    | Italia (bandiera) | A     | Pontoni              |
|    | Italia (bandiera) | A     | Benvenuto Quaglia    |
|    | Italia (bandiera) | D     | Fausto Ranzani       |
|    | Italia (bandiera) | C     | Sauro Taiti          |
|    | Italia (bandiera) | A     | Pier Pino Tognini    |
|    | Italia (bandiera) | P     | Giuseppe Vavassori   |